# تاریخ ال‌جی‌بی‌تی
تاریخ دگرباشی به اولین موارد ثبت شده از عشق و آمیزش بین افراد هم‌جنس در تمدن‌های باستانی برمی‌گردد، که شامل تاریخ افراد همجنسگرای زن، همجنسگرای مرد، دوجنسگرا و تراجنسیتی (دگرباشان) و فرهنگ‌هایی در سراسر جهان می‌شود. چیزی که پس از قرن‌ها آزار و اذیت دگرباشان به جای مانده‌است، و موجب شرمساری، سرکوب و زندگی مخفیانه شده است، تنها در دهه‌های اخیر مورد توجه قرار گرفته‌است و وارد جریان اصلی روایات تاریخی گشته است.
در آمریکا از سال ۱۹۹۴ تا به امروز مراسم سالانه‌ای برپا می‌شود که به آن ماه تاریخ دگرباشی گفته می‌شود. این مراسم امروزه در چندین کشور دیگر نیز برگزار می‌شود. اهداف اصلی در این ماه و مراسم پرداختن به تاریخ دگرباشی، حقوق دگرباشان و جنبش‌های حقوق مدنی این افراد است. این مراسم هر ساله در ماه اکتبر در آمریکا برگزار می‌شود، که شامل روز ملی آشکارسازی در ۱۱ اکتبر نیز می‌باشد.
در بریتانیا این مراسم در طول ماه فوریه برگزار شده، که دلیل آن همزمانی با جشن لغو بخش ۲۸ در سال ۲۰۰۵ است. تا قبل از ۲۰۰۵، بر اساس آن قانون صحبت از مشکلات دگرباشان، مشاوره جنسی دگرباشان یا پرسش‌گری از گرایش جنسی جوانان در مدارس بریتانیا ممنوع بود.